# Карстовий колодязь
Карстовий колодязь — природна кільцеподібна вертикальна форма карсту. У класифікації  Г. О. Максимовича 1963 року карстові колодязі — карстові канали з поперечником каналу більше 1 метру та глибиною від 10 та 20 метрів. Це форми, зв'язані з зоною вертикальної низхідною циркуляцією карстових вод, відповідні одному поверху карста, який для платформи зазвичай становить 20-30 метрів. Вони утворюються розширенням каналів циліндричних понорів за рахунок вилуговування вапняків та гіпсів, ерозії та частково, обвалювання підмитих виступів на стінок. Він може закінчуватися кількома тріщинами або гротом.